# Bundestagswahlkreis Weißenburg
Der Bundestagswahlkreis Weißenburg war von 1949 bis 1976 ein Wahlkreis in Bayern. Er umfasste zuletzt die kreisfreien Städte Weißenburg in Bayern und Eichstätt sowie die Landkreise Weißenburg, Gunzenhausen, Hilpoltstein, Dinkelsbühl, Eichstätt und ab 1965 den Landkreis Feuchtwangen.
Zur Bundestagswahl 1976 kam es zu einer umfassenden Neuordnung der Wahlkreise in Mittelfranken. Das Gebiet des aufgelösten Wahlkreises Weißenburg wurde auf die Wahlkreise Roth, Ansbach und Ingolstadt aufgeteilt. Der Wahlkreis wurde bei allen Bundestagswahlen zwischen 1949 und 1972 von Richard Stücklen (CSU) gewonnen.

## Wahlkreissieger
| Jahr | Name             | Partei | Erststimmen |
| ---- | ---------------- | ------ | ----------- |
| 1972 | Richard Stücklen | CSU    | 65,0 %      |
| 1969 | Richard Stücklen | CSU    | 69,6 %      |
| 1965 | Richard Stücklen | CSU    | 72,3 %      |
| 1961 | Richard Stücklen | CSU    | 73,7 %      |
| 1957 | Richard Stücklen | CSU    | 74,2 %      |
| 1953 | Richard Stücklen | CSU    | 69,9 %      |
| 1949 | Richard Stücklen | CSU    | 42,7 %      |

## Wahlkreisgeschichte
| Wahl      | Wahlkreisname  | Gebiet |
| --------- | -------------- | --- |
| 1949      | 35 Weißenburg  | Weißenburg, Eichstätt, Landkreis Dinkelsbühl, Landkreis Eichstätt, Landkreis Gunzenhausen, Landkreis Hilpoltstein, Landkreis Weißenburg                         |
| 1953–1961 | 230 Weißenburg | Weißenburg, Eichstätt, Landkreis Dinkelsbühl, Landkreis Eichstätt, Landkreis Gunzenhausen, Landkreis Hilpoltstein, Landkreis Weißenburg                         |
| 1965–1972 | 232 Weißenburg | Weißenburg, Eichstätt, Landkreis Dinkelsbühl, Landkreis Eichstätt, Landkreis Gunzenhausen, Landkreis Hilpoltstein, Landkreis Weißenburg, Landkreis Feuchtwangen |